# Ceratozamia sabatoi
Ceratozamia sabatoi är en kärlväxtart som beskrevs av Vovides, Vazques Torres, Schutzman och Carlos G. Iglesias. Ceratozamia sabatoi ingår i släktet Ceratozamia och familjen Zamiaceae. IUCN kategoriserar arten globalt som starkt hotad. Inga underarter finns listade i Catalogue of Life.